# Cynanchum acutifolium
Cynanchum acutifolium là một loài thực vật có hoa trong họ La bố ma. Loài này được (Phil.) Reiche mô tả khoa học đầu tiên năm 1906.